# Tsegay Kebede
Tsegay Kebede (* 15. leden 1987) je etiopský běžec na dlouhé vzdálenosti.

## Kariéra
Mladý běžec začal sbírat úspěchy rokem 2007, kdy doběhl osmý v Amsterdamském maratónu. Vyhrál také Pařížský maratón a závod BUPA Great North Run 2008 v anglickém Newcastlu v roce 2008. Druhé místo obsadil také na RAK International půlmaratónu.
Největšího úspěchu dosáhl na olympiádě v Pekingu v roce 2008, kde si v maratónu doběhl pro bronzovou medaili.

## Osobní rekordy
- 10 km: 28:10
- Půlmaratón: 58:47
- 25 km: 1:15:34
- 30 km: 1:30:25
- Maratón: 2:05:20